# NXT TakeOver: WarGames (2017)
NXT TakeOver: WarGames (oryginalnie promowane jako NXT TakeOver: Houston) – gala wrestlingu wyprodukowana przez federację WWE dla zawodników z brandu NXT. Odbędzie się 18 listopada 2017 w Toyota Center w Houston w Teksasie. Emisja będzie przeprowadzana na żywo za pośrednictwem WWE Network. Będzie to osiemnasta gala z cyklu NXT TakeOver. Podtytuł gali jest związany z debiutem walki typu WarGames match w WWE, która oryginalnie odbywała się w federacjach National Wrestling Alliance (NWA) oraz World Championship Wrestling (WCW).

## Produkcja
NXT TakeOver: WarGames będzie oferowało walki profesjonalnego wrestlingu z udziałem różnych wrestlerów z brandu NXT spośród istniejących oskryptowanych rywalizacji i storyline’ów. Kreowane są podczas cotygodniowych gal NXT. Wrestlerzy są przedstawieni jako heele (negatywni, źli zawodnicy i najczęściej wrogowie publiki) i face’owie (pozytywni, dobrzy i najczęściej ulubieńcy publiki), którzy rywalizują pomiędzy sobą w seriach walk mających budować napięcie. Kulminacją rywalizacji jest walka wrestlerska lub ich seria.

### Rywalizacje
6 września podczas odcinka tygodniówki NXT Asuka zawiesiła NXT Women’s Championship z powodu odniesienia kontuzji podczas gali NXT TakeOver: Brooklyn III; kilka dni później stała się zawodniczką brandu Raw. 12 września Kairi Sane wygrała turniej Mae Young Classic and earned herself a shot at the vacant NXT Women’s Championship at NXT TakeOver: WarGames. 27 września podczas epizodu NXT generalny menadżer William Regal ogłosił Fatal 4-Way match o zwakowane mistrzostwo, gdzie oprócz Sane miały wziąć udział trzy zakwalifikowane zawodniczki. 11 października Peyton Royce pokonała Nikki Cross i Liv Morgan stając się drugą członkinią walki. Tydzień później Ember Moon zakwalifikowała się pokonując Ruby Riot i Sonyę Deville. Podczas kolejnego epizodu z 25 października Nikki Cross wyeliminowała jako ostatnią Billie Kay w Battle Royalu zamykając listę uczestniczek. Podczas odcinka emitowanego 15 listopada, tuż po tym jak Moon pokonała Mercedes Martinez, reszta pretendentek udała się do ringu i wywiązała się bijatyka.
Podczas gali TakeOver: Brooklyn III Drew McIntyre pokonał Bobby’ego Roode'a i zdobył NXT Championship; tuż po przegranej Roode został przeniesiony do brandu SmackDown. 4 października podczas tygodniówki NXT McIntyre obronił tytuł w walce z Roderickiem Strongiem. Dwa tygodnie później menadżerka Andrade „Cien” Almasa, Zelina Vega, przerwała wywiad z McIntyre’em mówiąc mu, że Almas jest zainteresowany walką o tytuł. 25 października podczas odcinka NXT Almas pokonał Stronga po interwencji ze strony Vegi, po czym wspólnie stwierdzili, że czekają na podpisanie kontraktu. Podczas przyszłotygodniowego epizodu McIntyre przyniósł ze sobą kontrakt do ringu, lecz Almas pobił mistrza, chwycił za kontrakt i go podpisał. McIntyre wezwał pretendenta dwa tygodnie później twierdząc, że Almas jest jedynie poddanym Vegi i realizuje jej zachcianki. Ostatecznie Vega i Almas wspólnie zaatakowali McIntyre'a.
Podczas gali TakeOver: Brooklyn III grupa Sanity (Alexander Wolfe i Eric Young) pokonali The Authors of Pain (Akama i Rezara) zdobywając NXT Tag Team Championship. Po walce Bobby Fish i Kyle O’Reilly zaatakowali obie drużyny. W kolejnych tygodniach Adam Cole, który zadebiutował podczas gali i zaatakował Drewa McIntyre'a, Fish i O’Reilly utworzyli grupę „The Undisputed Era”. Trzy drużyny zaczęły interweniować w swoich walkach. 27 września podczas odcinka NXT Cole pokonał Younga z pomocą swoich towarzyszy. W kolejnym tygodniu po walce McIntyre'a z Roderickiem Strongiem, The Undisputed Era wkroczyła do ringu i zachęciła Stronga do dołączenia do nich. 18 października The Authors of Pain zaatakowali Sanity podczas ich walki z grupą Undisputed Era. Ostatecznie Authors of Pain pokonało Sanity przez dyskwalifikację podczas odcinka z 1 listopada, kiedy to obie drużyny ponownie zostały zaatakowane przez The Undisputed Era. W ringu pojawił się Strong, który zaatakował Cole’a, Fisha i O’Reilly’ego. Generalny menadżer William Regal ogłosił, że trzy frakcje zmierzą się w debiutującym w WWE WarGames matchu podczas gali TakeOver: WarGames. 15 listopada Strong pokonał Cole’a przez dyskwalifikację, kiedy to Fish i O’Reilly odciągnęli przeciwnika z ringu; chwilę później wywiązała się bijatyka wszystkich zawodników WarGames matchu.
6 września podczas odcinka tygodniówki NXT Aleister Black wypowiedział się w ringu na temat jego dotychczasowej kariery, lecz przerwał mu The Velveteen Dream, który określił Blacka „przestraszonym”. 4 października Black miał zmierzyć się z debiutującym Lio Rushem, lecz ten został zaatakowany przez Dreama, który obiecał, że wymusi na Blacku wypowiedzenie jego pseudonimu ringowego. Tydzień później Dream pokonał Lio Rusha, po czym po walce naśmiewał się z Blacka i celebrował w jego stylu. 18 października podczas walki Blacka z Raulem Mendozą, Dream pojawił się w okolicach ringu w kurtce Blacka, lecz pomimo interwencji Black zdołał wygrać pojedynek. 8 listopada Dream wezwał Blacka do walki na gali TakeOver: WarGames, na co rywal się zgodził.

## Wyniki walk
| Nr                                                                                    | Wyniki | Stypulacje                                             | Czas  |
| ------------------------------------------------------------------------------------- | --- | ------------------------------------------------------ | ----- |
| 1N                                                                                    | Ruby Riott pokonała Sonyę Deville | Singles match                                          | 7:05  |
| 2N                                                                                    | Pete Dunne (c) pokonał Johnny'ego Gargano | Singles match o WWE United Kingdom Championship        | 9:21  |
| 3                                                                                     | Lars Sullivan pokonał Kassiusa Ohno | Singles match                                          | 5:11  |
| 4                                                                                     | Aleister Black pokonał Velveteena Dreama | Singles match                                          | 14:37 |
| 5                                                                                     | Ember Moon pokonała Kairi Sane, Nikki Cross oraz Peyton Royce | Fatal 4-Way match o zwakowany NXT Women’s Championship | 9:52  |
| 6                                                                                     | Andrade „Cien” Almas (z Zeliną Vegą) pokonał Drew McIntyre'a (c) | Singles match o NXT Championship                       | 14:52 |
| 7                                                                                     | The Undisputed Era (Adam Cole, Bobby Fish i Kyle O’Reilly) pokonali The Authors of Pain (Akama i Rezara) i Rodericka Stronga (z Paulem Elleringiem) oraz Sanity (Alexandera Wolfa, Erica Younga i Killiana Daina) | WarGames match                                         | 36:37 |
| (c) – mistrz/mistrzyni przed walkąN – walka była nagrywana do oddzielnego odcinka NXT | |                                                        |       |